# Saint-Avre
Saint-Avre – miejscowość i gmina we Francji, w regionie Owernia-Rodan-Alpy, w departamencie Sabaudia.
Według danych na rok 1990 gminę zamieszkiwało 627 osób, a gęstość zaludnienia wynosiła 172 osób/km² (wśród 2880 gmin regionu Rodan-Alpy Saint-Avre plasuje się na 1041. miejscu pod względem liczby ludności, natomiast pod względem powierzchni na miejscu 1609.).

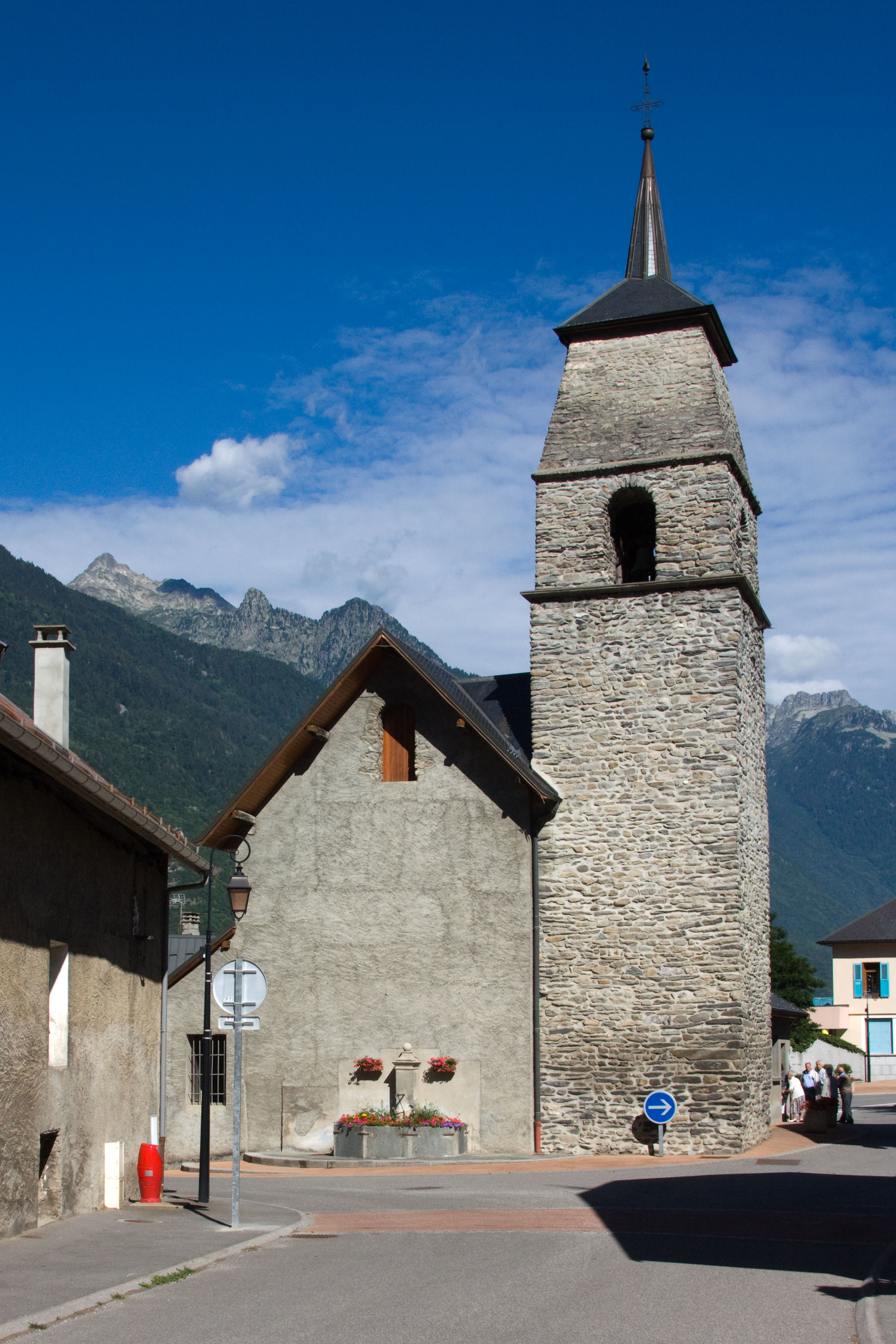
Kościół w Saint-Avre, 2009
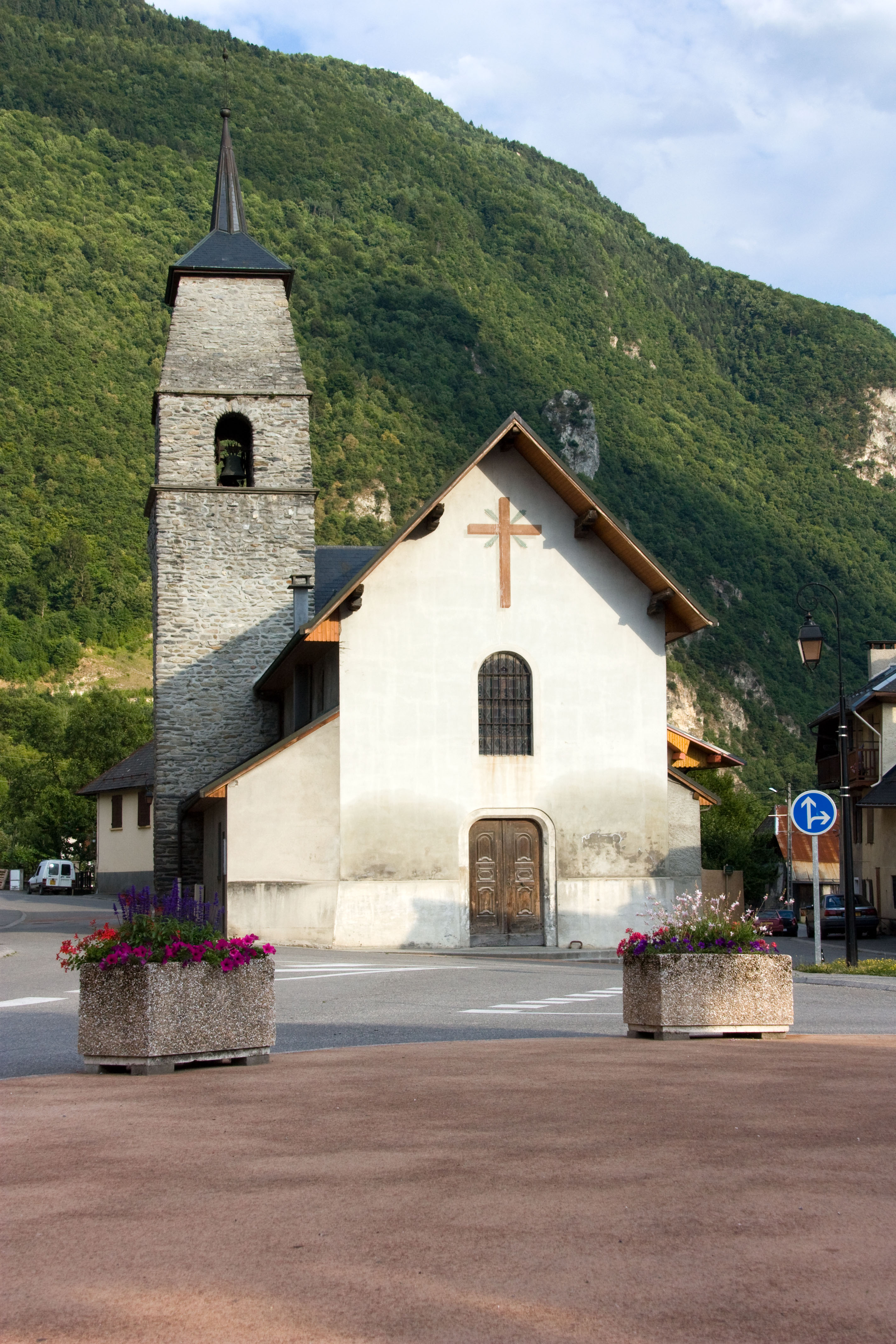
Kościół w Saint-Avre, 2009
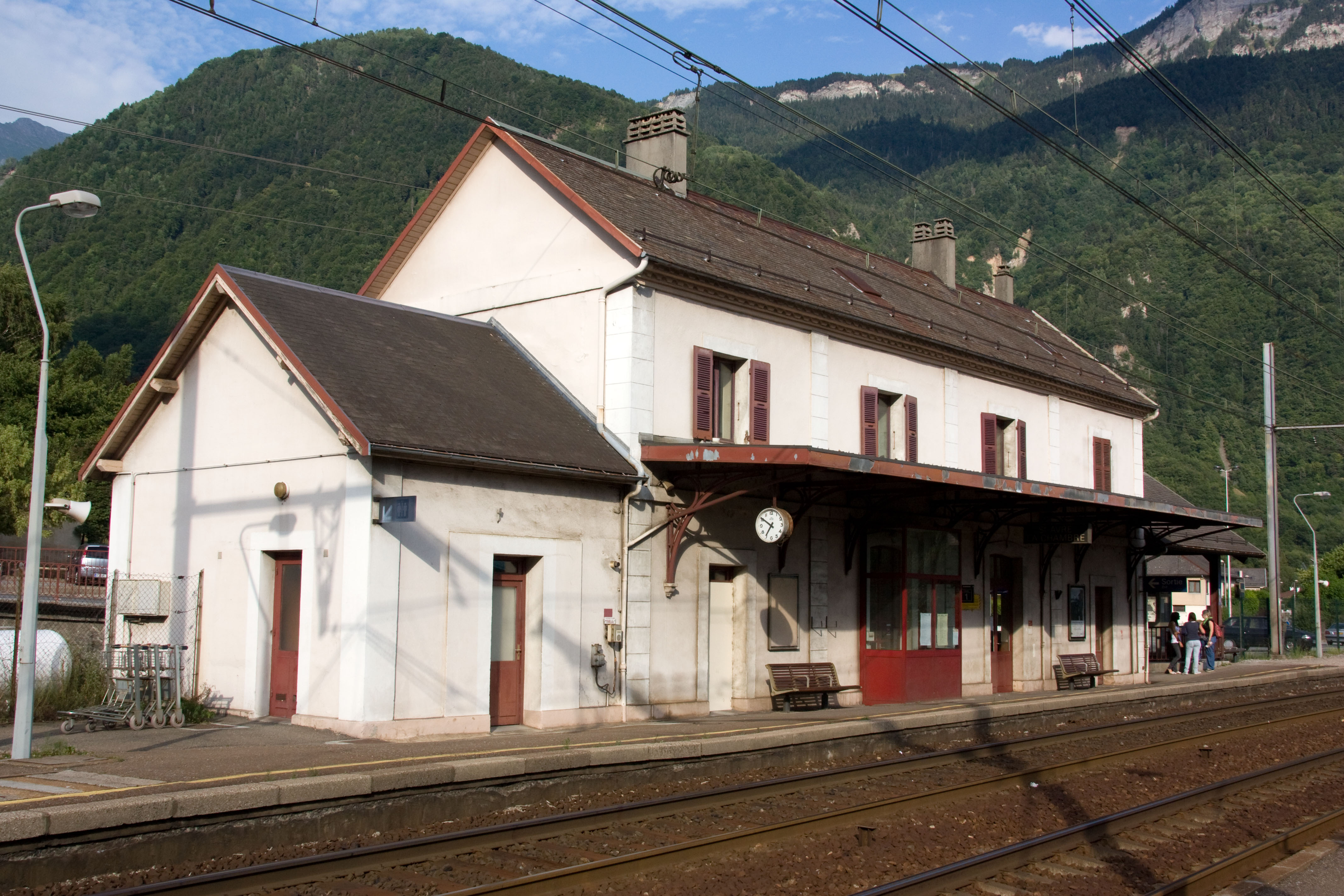
Stacja kolejowa w Saint-Avre, 2009
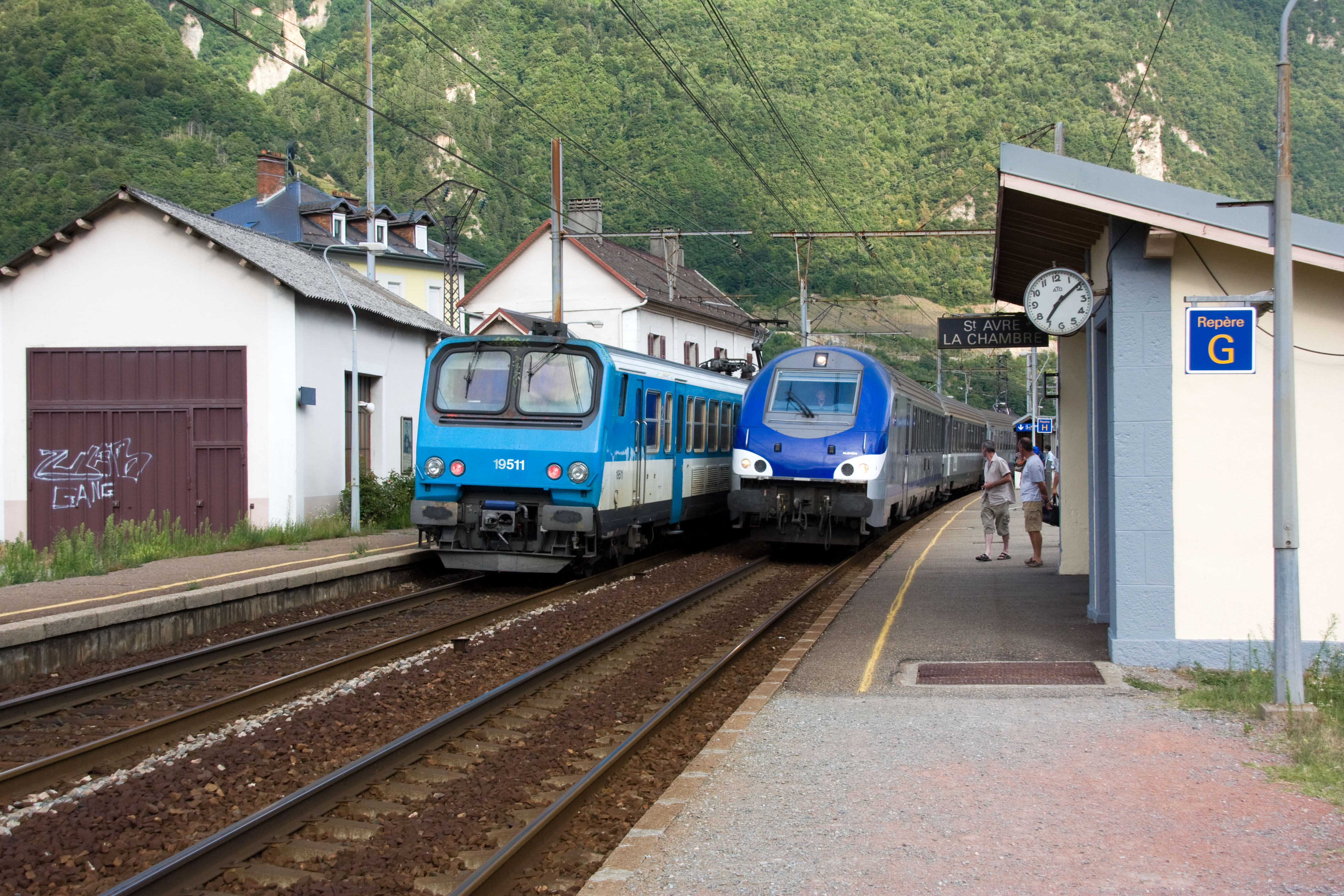
Stacja kolejowa w Saint-Avre, 2009